# Komisja do Spraw Energii, Klimatu i Aktywów Państwowych

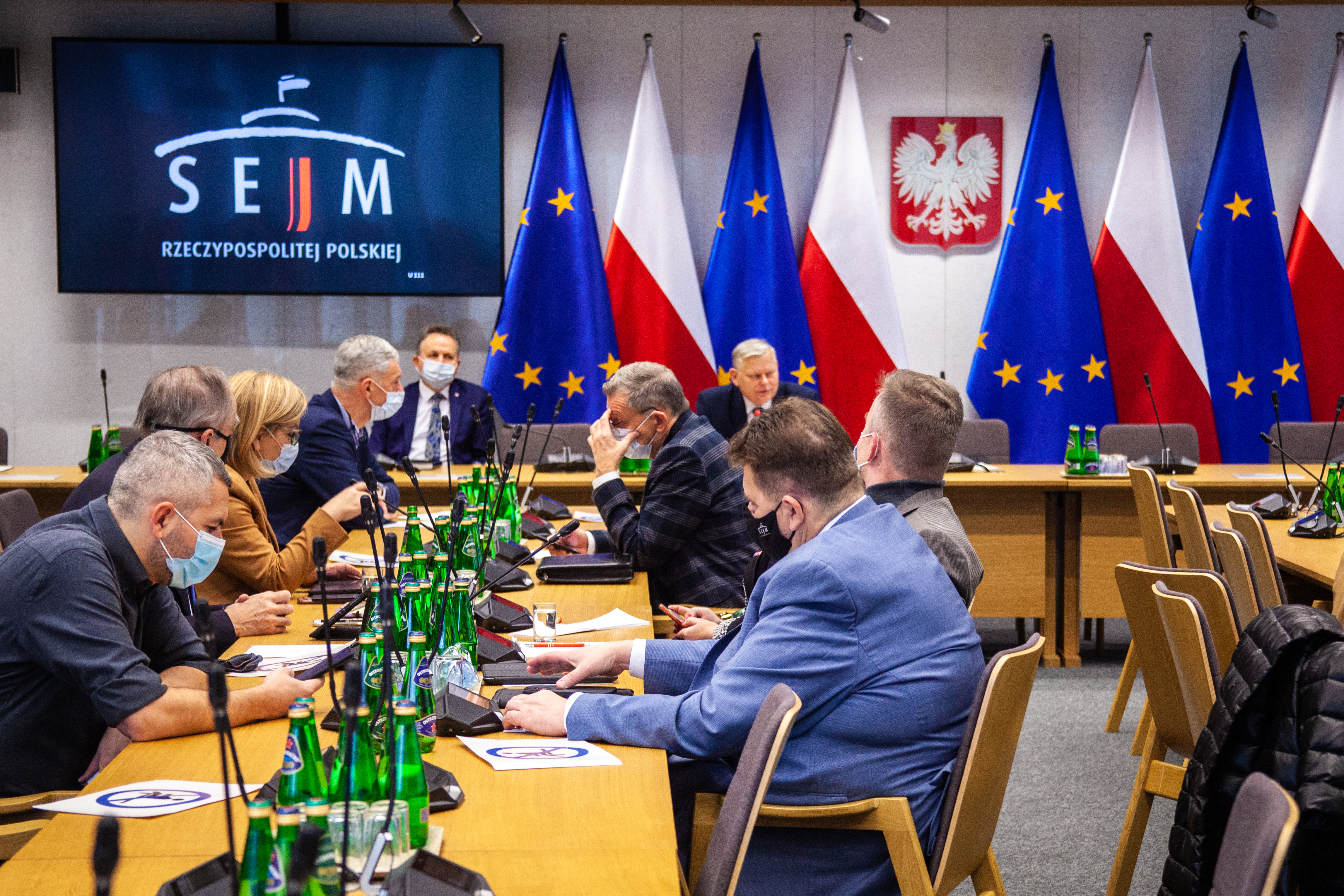
Posiedzenie Komisji do Spraw Energii, Klimatu i Aktywów Państwowych (2021)

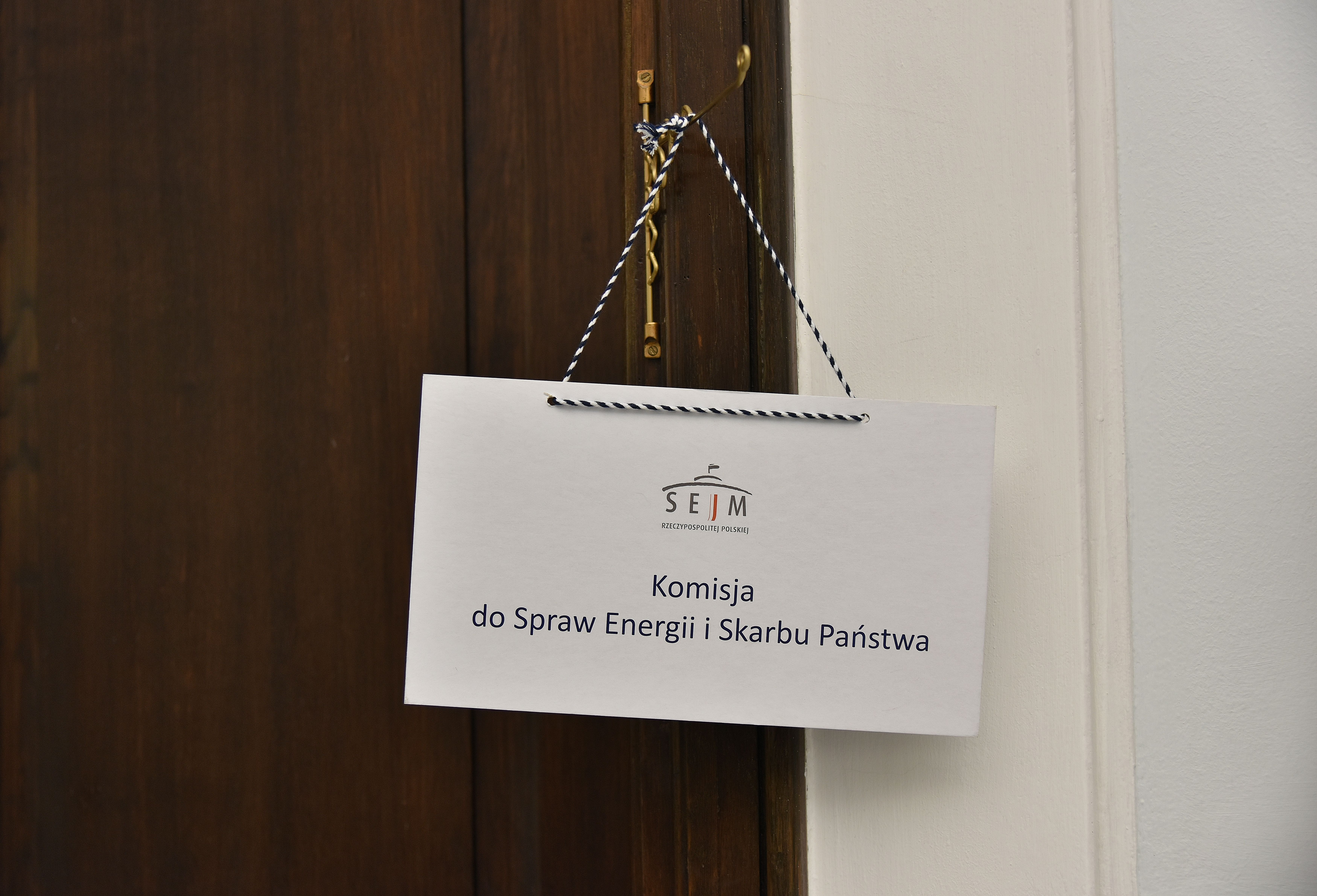
Informacja o trwającym posiedzeniu Komisji do Spraw Energii i Skarbu Państwa

Komisja do Spraw Energii, Klimatu i Aktywów Państwowych (skrót: ESK) – stała komisja sejmowa. Do zakresu jej zadań należą sprawy polityki energetycznej państwa, sprawy klimatu oraz sprawy przekształceń form własności, w tym głównie sektora państwowego, a także nadzoru nad własnością publiczną w gospodarce. 

## Sejm X kadencji

### Prezydium
źródło
- Marek Suski (PiS) – przewodniczący
- Adam Dziedzic (PSL-TD) – zastępca przewodniczącego
- Krzysztof Gadowski (KO) – zastępca przewodniczącego
- Rafał Komarewicz (PL2050-TD) – zastępca przewodniczącego
- Janusz Kowalski (PiS) – zastępca przewodniczącego
- Krzysztof Mulawa (Konfederacja) – zastępca przewodniczącego
- Tomasz Nowak (KO) – zastępca przewodniczącego

### Podkomisje
- Podkomisja stała do spraw nadzoru nad zarządzaniem mieniem państwowym (ESK01S)[3]
  - Zdzisław Gawlik (KO) – przewodniczący
- Podkomisja stała do spraw infrastruktury krytycznej, górnictwa i energetyki (ESK02S)[4]
  - Maciej Małecki (PiS) – przewodniczący
- Podkomisja stała do spraw transformacji energetycznej, odnawialnych źródeł energii i energetyki jądrowej (ESK03S)[5]
  - Tomasz Nowak (KO) – przewodniczący
- Podkomisja nadzwyczajna do rozpatrzenia poselskiego projektu ustawy o zmianie niektórych ustaw w celu naprawy ładu korporacyjnego w spółkach z udziałem Skarbu Państwa (ESK01N)[6]
  - Rafał Komarewicz (PL2050-TD) – przewodniczący
- Podkomisja nadzwyczajna do rozpatrzenia obywatelskiego projektu ustawy o zmianie ustaw w celu wsparcia odbiorców energii elektrycznej, paliw gazowych i ciepła oraz niektórych innych ustaw (GOR02N)[7]
  - Artur Gierada (KO) – przewodniczący

## Prezydium Komisji w Sejmie IX kadencji
W Sejmie IX kadencji liczyła 34 posłów. Do jej prezydium, na pierwszym posiedzeniu (13 listopada 2019 roku) zostali wybrani:
- Marek Suski (PiS) – przewodniczący
- Mieczysław Kasprzak (PSL-Kukiz15) – zastępca przewodniczącego
- Ewa Malik (PiS) – zastępca przewodniczącego
- Jan Warzecha (PiS) – zastępca przewodniczącego
- Piotr Tomasz Nowak (KO) – zastępca przewodniczącego
- Robert Winnicki (Konfederacja) – zastępca przewodniczącego[8]